# Lasionycta benjamini
Lasionycta benjamini là một loài bướm đêm thuộc họ Noctuidae. Nó được tìm thấy ở Sierra Nevada của California và ở vùng núi của Nevada và Colorado.
The habitat is montane conifer forest.
Con trưởng thành bay từ cuối tháng 6 đến giữa tháng 8.

## Phụ loài
- Lasionycta benjamini benjamini (California và Nevada)
- Lasionycta benjamini medaminosa (Colorado)